# Lobophytum jaeckeli
Lobophytum jaeckeli is een zachte koraalsoort uit de familie Alcyoniidae. De koraalsoort komt uit het geslacht Lobophytum. Lobophytum jaeckeli werd in 1956 voor het eerst wetenschappelijk beschreven door Tixier-Durivault. 